# O Se-ung
O Se-ung (오세웅?; 20 giugno 1961) è un ex cestista sudcoreano.

## Carriera
Con la Corea del Sud ha disputato i Giochi di Seul 1988, scendendo in campo in due occasioni (contro Unione Sovietica e Australia) e collezionando 7 punti totali.